# Trichoglossus euteles
Trichoglossus euteles là một loài chim trong họ Psittacidae.